# Turnverein Fischbek von 1921 2015-2016
Questa voce raccoglie le informazioni riguardanti il Turnverein Fischbek von 1921 nelle competizioni ufficiali della stagione 2015-2016.

## Organigramma societario
Area direttiva
- Presidente: Horst Lüders

Area tecnica
- Allenatore: Dirk Sauermann
- Allenatore in seconda: Vaceslav Schmidt
- Scout man: Alexander Stravs, Riikka Tiilikainen

Area sanitaria
- Medico: Matthias Kemnitz, Thomas Schultek
- Fisioterapista: Katarina Ernst, Sarah Hospach, Natalie Mehring, Jörn Schimkat, Mario Seeger

## Rosa
| N° | Nome                | Ruolo | Data di nascita   | Nazionalità sportiva |
| -- | ------------------- | ----- | ----------------- | -------------------- |
| 1  | Melanie Horn        | L     | 22 settembre 1990 | Germania             |
| 3  | Saskia Radzuweit    | S     | 12 maggio 1991    | Germania             |
| 4  | Elizabeth Field     | C     | 4 dicembre 1990   | Stati Uniti          |
| 5  | Karine Muijlwijk    | S/O   | 16 febbraio 1988  | Paesi Bassi          |
| 7  | Nina Braack         | C     | 5 luglio 1993     | Germania             |
| 8  | Jana Franziska Poll | S     | 7 maggio 1988     | Germania             |
| 10 | Claire Bertram      | L     | 15 maggio 1996    | Germania             |
| 12 | Taylor Milton       | S     | 22 agosto 1992    | Stati Uniti          |
| 13 | Maria Kirsten       | P     | 8 maggio 1995     | Germania             |
| 14 | Denise Imoudu       | P     | 14 dicembre 1995  | Germania             |
| 15 | Litara Keil         | C     | 10 aprile 1993    | Stati Uniti          |